# Rawlins (Wyoming)
Rawlins város az USA Wyoming államában, Carbon megyében, melynek megyeszékhelye is. Lakosainak száma 8221 fő (2020. április 1.).

## Népesség
A település népességének változása:
| Lakosok száma | 612  | 1451 | 2235 | 2317 | 4256 | 9259 | 8221 |
|               | 1870 | 1880 | 1890 | 1900 | 1910 | 2010 | 2020 |